# Мамай, Николай Васильевич
Никола́й Васи́льевич Мама́й (1914—1945) — Гвардии капитан, штурман 82-го гвардейского бомбардировочного авиационного полка (1-я гвардейская бомбардировочная авиационная дивизия, 6-го гвардейского бомбардировочного авиационного корпуса, 2-я воздушная армия, 1-й Украинский фронт), Герой Советского Союза.

## Биография
Родился в 1914 году в селе Городище (ныне город в Черкасской области) в семье рабочего.
В 1932 году окончил семилетнюю школу и поступил в Городищенский сельскохозяйственный техникум. Прервав обучение в техникуме, в 1933 году переехал в Донбасс.
В рядах РККА с ноября 1933 года. В 1934 году направлен в Одесское артиллерийское училище, затем переведён в лётную школу. В 1936 году окончил Харьковскую военную авиационную школу лётчиков-наблюдателей.
На фронтах Великой Отечественной войны с октября 1942 года.
Во время боёв за город Великие Луки восемь раз выводил свою группу бомбардировщиков на город. За успешное выполнение заданий командования был награждён орденом Красного Знамени.
В апреле 1944 года уничтожил два моста на реке Прут в районе города Унгены, по которым отходили немецкие войска. За успешное выполнение задания был награждён вторым орденом Красного Знамени.
К марту 1945 года совершил 139 боевых вылетов на разведку и бомбардировку военных объектов и войск противника. В составе группы сбил 11 вражеских самолётов.
В апреле 1945 года войска 1-го Украинского фронта начали операцию по форсированию реки Нейсе. 16 апреля самолёт Н. В. Мамая был подбит. Н. В. Мамай погиб, направив свой самолёт на автоколонну противника.
Указом Президиума Верховного Совета СССР от 27 июня 1945 года за мужество, отвагу и героизм, проявленные в борьбе с немецко-фашистскими захватчиками, гвардии капитану Мамаю Николаю Васильевичу присвоено звание Героя Советского Союза.

## Награды
- Медаль «Золотая Звезда» Героя Советского Союза (посмертно, 27 июня 1945 года);
- орден Ленина (27 июня 1945);
- орден Красного Знамени (29 июля 1943 года);
- орден Красного Знамени (21 июня 1944 года);
- орден Отечественной войны 1-й степени (4 сентября 1943 года);
- Медаль За боевые заслуги (3 ноября 1944 года)

## Память
Именем Н. В. Мамая названа улица в городе Городище.